# 马陶恩德
马陶恩德（Mataundh），是印度北方邦Banda县的一个城镇。总人口8278（2001年）。

## 人口
该地2001年总人口8278人，其中男性4390人，女性3888人；0—6岁人口1443人，其中男771人，女672人；识字率46.58%，其中男性为57.08%，女性为34.72%。